# パイェンチュノ郡
パイェンチュノ郡（パイェンチュノぐん、ポーランド語: powiat pajęczański）は、ポーランド中部のウッチ県にある郡。1998年に行われたポーランドの地方行政区画再編に伴い、1999年1月1日に発足した。郡庁所在地及び最大の町はパイェンチュノで、県庁所在地のウッチの南西78キロメートル (48 mi)に位置する。郡内にあるもう1つの町ジャウォシンはパイェンチュノの西10 km (6 mi)にある。
郡の面積は804.14平方キロメートル (310.5 sq mi)で、2006年時点の人口は53,395人、うちパイェンチュノが6,674人、ジャウォシンが6,276人で、農村部に40,445人が居住する。

## 隣接する郡
北東はベウハトゥフ郡、東はラドムスコ郡、南はシロンスク県チェンストホーヴァ郡・クウォブツク郡、西はヴィエルニ郡と接する。

## 基礎自治体
郡内は8つの基礎自治体（2つの都市的農村と6つの農村）に分かれている。以下、人口順に示す。
| 基礎自治体                         | 種別       | 面積 （km2） | 人口 （2006年） | 役場所在地               |
| グミナ・ジャウォシン               | 都市的農村 | 120.6        | 12,908          | ジャウォシン             |
| グミナ・パイェンチュノ             | 都市的農村 | 113.4        | 11,655          | パイェンチュノ           |
| グミナ・ノバ・ブジェジニツァ       | 農村       | 136.0        | 5,031           | ノバブジェジニツァ       |
| グミナ・シェムコビツェ             | 農村       | 97.4         | 5,016           | シェムコビツェ           |
| グミナ・ストシェルツェ・ビエルキエ | 農村       | 77.7         | 4,883           | ストシェルツェビエルキエ |
| グミナ・ジョンシニャ               | 農村       | 86.4         | 4,802           | ジョンシニャ             |
| グミナ・スルミエジツェ             | 農村       | 82.7         | 4,757           | スルミエジツェ           |
| グミナ・キエウチグウフ             | 農村       | 90.0         | 4,343           | キエウチグウフ           |